# Impatiens fruticosa
Impatiens fruticosa är en balsaminväxtart som beskrevs av Leschen. och Dc. Impatiens fruticosa ingår i släktet balsaminer, och familjen balsaminväxter. Inga underarter finns listade i Catalogue of Life.